# Monodiexodina
Monodiexodina es un género de foraminífero bentónico de la subfamilia Schwagerininae, de la familia Schwagerinidae, de la superfamilia Fusulinoidea, del suborden Fusulinina y del orden Fusulinida. Su especie tipo es Schwagerina wanneri var. sutschanica. Su rango cronoestratigráfico abarca desde el Wolfcampiense medio (Pérmico inferior) hasta el Kunguriense (Pérmico medio).

## Discusión
Clasificaciones más recientes incluyen Monodiexodina en la superfamilia Schwagerinoidea, y en la subclase Fusulinana de la clase Fusulinata. Algunas clasificaciones han incluido Monodiexodina en la Subfamilia Monodiexodininae.

## Clasificación
Monodiexodina incluye a las siguientes especies:
- Monodiexodina anyecunensis †
- Monodiexodina caracorumensis †
- Monodiexodina delicata †
- Monodiexodina gigas †
- Monodiexodina horquillaensis †
- Monodiexodina kattaensis †
- Monodiexodina kofuganensis †
- Monodiexodina sutschanica †
- Monodiexodina kumensis †
- Monodiexodina longa †
- Monodiexodina matsubaishi †
  - Monodiexodina matsubaishi compacta †
- Monodiexodina neimongolensis †
- Monodiexodina oksanae †
- Monodiexodina ordinata †
- Monodiexodina rhaphidoformis †
- Monodiexodina shiptoni †
- Monodiexodina sichuanensis †
- Monodiexodina sutschanica †
  - Monodiexodina sutschanica baotegensis †
- Monodiexodina wanganensis †
- Monodiexodina wanneri †
- Monodiexodina yongwangcunensis †